# آدام آلکسی-ماله
آدام آلکسی-ماله (ایتالیایی: Adam Alexi-Malle؛ زادهٔ ۲۴ سپتامبر ۱۹۶۴) بازیگر، خواننده و موسیقی‌دان اهل ایتالیا است.
از فیلم‌ها یا سریال‌های تلویزیونی که وی در آن نقش داشته‌است، می‌توان به مردی که آنجا نبود، هیدالگو، هوش مصنوعی، کایوت آگلی، بوفینگر، ستاره مشهور، مصلح، همسر واعظ، شکست در اجرا، سوپرانوز، قاضی ایمی، بال غربی، آلیاس، ۲۴ و فامیلی گای اشاره کرد.